# Giuseppe Savoldi
Giuseppe Savoldi (født 21. januar 1947 i Gorlago, Italien) er en italiensk tidligere fodboldspiller (angriber) og -træner.
Savoldi tilbragte hele sin karriere i hjemlandet, hvor han repræsenterede henholdsvis Atalanta, Bologna og Napoli. Han vandt pokalturneringen Coppa Italia med både Bologna og Napoli. Han spillede desuden fire kampe og scorede ét mål for det italienske landshold. I 1973 blev han topscorer i den italienske Serie A.

## Titler
Coppa Italia
- 1970 og 1974 med Bologna
- 1976 med Napoli